# Lamprophis
Lamprophis är ett släkte av ormar som ingår i familjen Lamprophiidae.
Arterna är med en längd omkring 75 cm eller lite längre små till medelstora ormar. De förekommer i Afrika, inklusive Seychellerna. Habitatet varierar mellan klippiga öknar, skogar och andra landskap. Dessa ormar kväver ihjäl sina byten som utgörs av ödlor och små däggdjur. Honor lägger ägg.
Arter enligt Catalogue of Life:
- Lamprophis abyssinicus
- Lamprophis aurora
- Lamprophis erlangeri
- Lamprophis fiskii
- Lamprophis fuliginosus
- Lamprophis fuscus
- Lamprophis geometricus
- Lamprophis guttatus
- Lamprophis inornatus
- Lamprophis lineatus
- Lamprophis maculatus
- Lamprophis olivaceus
- Lamprophis swazicus
- Lamprophis virgatus

The Reptile Database listar endast 7 arter och flyttar de andra till andra släkten.